# よわむしのぬけがら
「よわむしのぬけがら」は、日本のロックユニット・センチメンタル・バスが1998年9月19日にエピックレコードよりリリースした1枚目のシングルである。

## 概要
- テレビ東京系「TOWER COUNTDOWN」1998年9月度オープニングテーマ[1]。

## 収録曲
1. よわむしのぬけがら
2. Milky Way
3. よわむしのぬけがら(バッキング・トラック)

全作詞：赤羽奈津代、全作曲：鈴木秋則